# Bryum densifolium
Bryum densifolium är en bladmossart som beskrevs av Bridel 1827. Bryum densifolium ingår i släktet bryummossor, och familjen Bryaceae. Inga underarter finns listade i Catalogue of Life.